# Груздев, Михаил Вадимович
Гру́здев Михаи́л Вади́мович (род. 28 марта 1964 года) — ректор Ярославского государственного педагогического университета им. К. Д. Ушинского, доктор педагогических наук, профессор, член-корреспондент Российской академии образования.

## Биография
Родился 28 марта 1964 года в г. Ярославле.
В 1986 году окончил естественно-географический факультет Ярославского государственного педагогического института имени К. Д. Ушинского.
С 1986 по 1992 годы — аспирант, преподаватель, зав. кафедрой физической географии ЯГПИ.
В 1990 году защитил диссертацию на соискание ученой степени кандидата географических наук.
В 1992 году инициировал создание и был директором одной из первых в стране инновационных авторских школ «Провинциальный колледж». В должности директора школы работал с 1992 г. по 1999 год.
С 1999 г. по 2016 г. работал в департаменте образования Ярославской области в должностях заместителя директора и директора департамента.
В 2004 году защитил диссертацию на соискание ученой степени доктора педагогических наук.
С 2016 года по настоящее время — ректор ЯГПУ им. К. Д. Ушинского.
6 марта 2022 года после вторжения России на Украину подписал письмо в поддержу российской агрессии. С 9 июня 2022 года находится под персональными санкциями Украины за поддержку войны. Также был внесён ФБК в список коррупционеров и разжигателей войны за поддержку нападения на Украину, 16 марта 2022 года форумом свободной России внесён в «Список Путина» с предложением введения против него международных санкций.
Груздев М. В. является членом Общественной палаты Российской Федерации (2023 г.), председателем комиссии по образованию и науке Общественной палаты Ярославской области, председателем Ярославского регионального отделения Российского общества «Знание».